# Aprica
Aprica (L'Abrìga, L'Avrìga o La Vrìga in dialetto valtellinese) è un comune italiano di 1 454 abitanti della provincia di Sondrio in Lombardia, situato a cavallo dell'omonimo passo, il più agevole tra la Val Camonica e la Valtellina, a cavallo tra Alpi Orobie e Alpi Retiche Meridionali, costituito da un'ampia sella piana lunga circa tre chilometri, oggi in buona parte edificata.

## Geografia fisica

### Territorio
Aprica è edificata sull'omonimo passo, per cui sia il centro abitato che il territorio comunale sono compresi dal punto di vista idrografico sia nella Valtellina che nella Valcamonica.

### Clima
Il clima è di tipo alpino, caldo ma dolcemente ventilato in estate, freddo in inverno.

## Storia

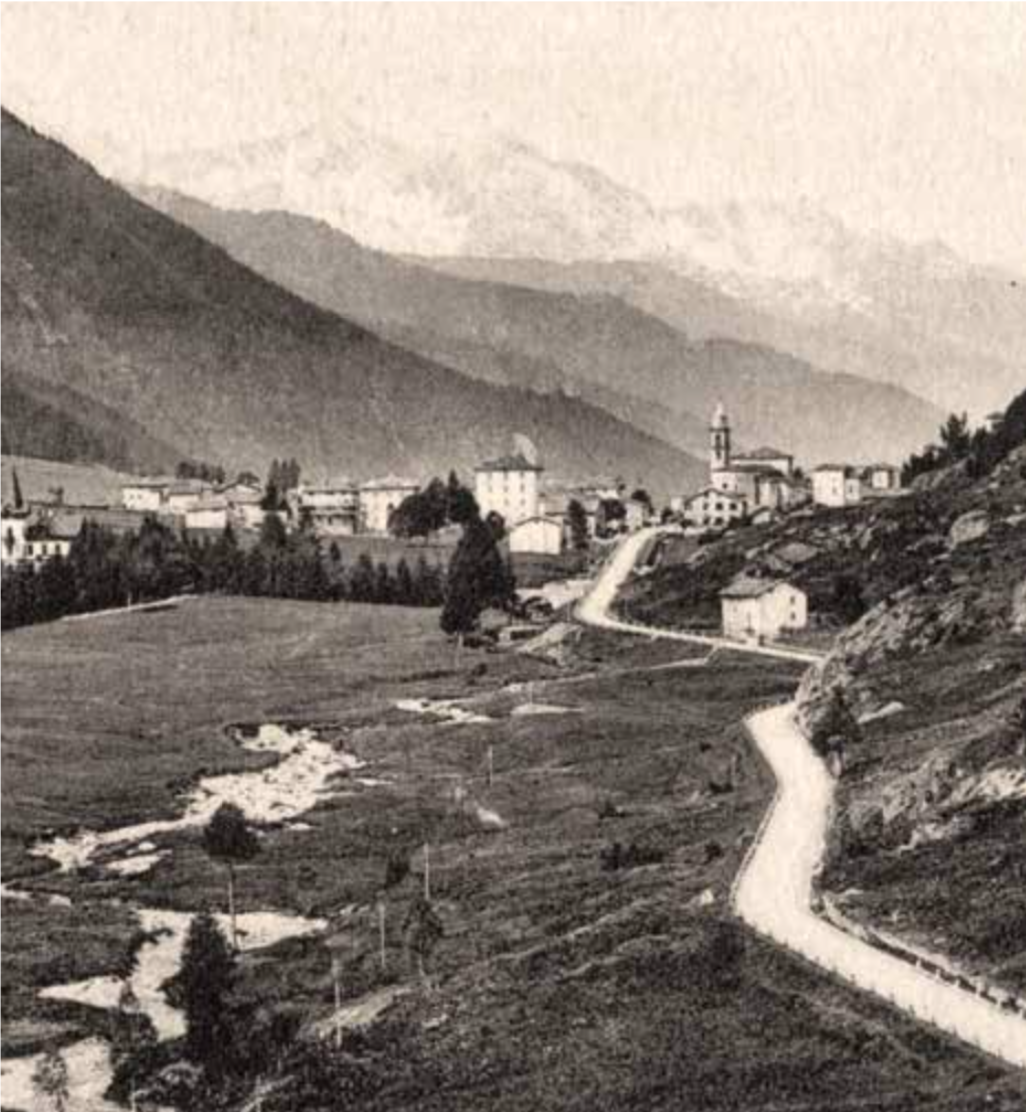
Aprica ad inizio '900

Aprica costituiva originariamente una frazione del Comune di Teglio, il cui capoluogo è situato sul versante opposto della Valtellina; dal 1816 al 1823 e poi dal 1923 è municipalità a sé stante.
Fin dal Medioevo, ma con ogni probabilità già dall'epoca romana, l'omonimo passo rappresentava un'importante via di comunicazione tra Valtellina e Valcamonica.
Le fortune del villaggio furono segnate dalla costruzione, a partire dal 1848, su iniziativa del governo austriaco del Regno Lombardo Veneto, di una strada (oggi la Strada statale 39 dell'Aprica) che collegò, appunto tramite il passo dell'Aprica, Edolo e la Val Camonica con Tresenda e la Valtellina. Ciò consentì di evitare i perigliosi Zapéi d'Abriga (Zappelli di Aprica) e gli altri valichi più a monte: il Passo di Piatolta (Pian di Gembro), il Passo di Guspessa, il Passo del Mortirolo e il Passo del Gavia, questi ultimi impraticabili per molti mesi l'anno. La strada fu terminata dagli Austriaci proprio alla vigilia della II Guerra d'Indipendenza, che li avrebbe definitivamente cacciati dalla Lombardia.
Verso la fine del XIX secolo prese avvio in paese l'attività turistica che, dapprima integrandosi con quella agro-pastorale, poi gradualmente soppiantandola, è arrivata ad essere oggi di gran lunga il principale settore economico locale.
Da secoli Aprica ha una naturale vocazione all'ospitalità, favorita dall'essere punto obbligato di passaggio e dalla splendida geografia. Nella contrada di San Pietro - detta in origine Ospitale - già in epoca medioevale esisteva infatti uno xenodochio, dove sostavano gruppi più o meno numerosi di viandanti, specie soldati dei più svariati eserciti e pellegrini. Il primo albergo degno di tal nome, l'Hotel Aprica cosiddetto dei Negri (ora residenza turistico-alberghiera sotto altro nome), fu edificato già prima del 1870. Vi furono ospiti anche personaggi del mondo aristocratico, alto borghese e scientifico ottocentesco; come la famosa violinista Teresina Tua in Quadrio che soggiornava in estate in una villa vicino alla Chiesa parrocchiale dei SS. Pietro e Paolo e il rettore dell'Università di Pavia - primo premio Nobel italiano - Camillo Golgi, Premio Nobel per la Medicina 1906, originario della vicina Corteno, che vi soggiornò dal 1880 al 1913.
Già negli anni successivi all'Unità d'Italia, Aprica aveva chiesto di divenire Comune autonomo: la richiesta fu presentata nel 1871 e reiterata nel 1879, ma soltanto negli anni Venti del Novecento iniziò formalmente e si concluse l'iter amministrativo definitivo, sfociato nel distacco di Aprica da Teglio. La separazione avvenne in due momenti successivi: formalmente, il Comune di Aprica fu eretto con legge 20 dicembre 1923, N. 2793, che stabilì i centri abitati che avrebbero fatto parte della nuova entità territoriale; gli esatti confini amministrativi furono tuttavia definiti solo quattro anni più tardi, con regio decreto 22 settembre 1927, N. 1904.

### Arte
Oltre alle chiese presenti sul territorio comunale, importanti testimonianze storico - artistiche, sono da segnalare in tre delle sei contrade cittadine, i murales di Alcide Pancot, artista nativo di Vittorio Veneto, ma naturalizzato valtellinese.
Queste opere murali hanno lo scopo di far conoscere la storia di Aprica connessa alle bellezze naturalistiche e ambientali (flora e fauna) del luogo.

### Simboli
Lo stemma e il gonfalone sono stati concessi con decreto del presidente della Repubblica in data 22 marzo 1963.
Il gonfalone è un drappo di azzurro.

## Società

### Evoluzione demografica
Abitanti censiti

### Tradizioni e folclore
Ad Aprica si celebra ogni anno, a fine febbraio, Sunà da Mars (letteralmente: "suonare di marzo"), una delle più antiche e sentite tradizioni folcloristiche legate alla cosiddetta chiama dell'erba. Falangi di scampanatori in costume locale, provenienti da ciascuna delle sei contrade (Liscedo, Liscidini, Santa Maria, Mavigna, Dosso e San Pietro) s'incontrano e confrontano, scuotendo ritmicamente i loro grandi e fragorosi campanacci, prima in Piazza Mario Negri scultore (davanti al Municipio), indi in Piazza del Palabione. Qui, al termine della lunga e assordante tenzone, tutti s'acquietano e partecipano al rito conviviale del mach, rustica pietanza locale.
Sunà da Mars, di antica origine, è una delle più originali manifestazioni nazionali - e in particolare montane - dai significati ancestrali legati al risveglio primaverile della Natura.
Legate ad Aprica sono alcune leggende valtellinesi, di cui un paio fanno riferimento alla figura storica di San Carlo Borromeo.

## Amministrazione
| Periodo        | Periodo        | Primo cittadino   | Partito                       | Carica  | Note   |
| -------------- | -------------- | ----------------- | ----------------------------- | ------- | ------ |
| 7 giugno 2007  | 6 maggio 2012  | Carla Cioccarelli | Lista civica                  | Sindaco | [ 15 ] |
| 6 maggio 2012  | 11 giugno 2017 | Carla Cioccarelli | Lista civica                  | Sindaco | [ 15 ] |
| 11 giugno 2017 | 12 giugno 2022 | Dario Corvi       | Lista civica Aprica al futuro | Sindaco | [ 15 ] |
| 12 giugno 2022 | in carica      | Dario Corvi       | Lista civica Aprica al futuro | Sindaco | [ 15 ] |

### Gemellaggi
- Borgo Val di Taro
- Legnano, dal 2008

## Sport

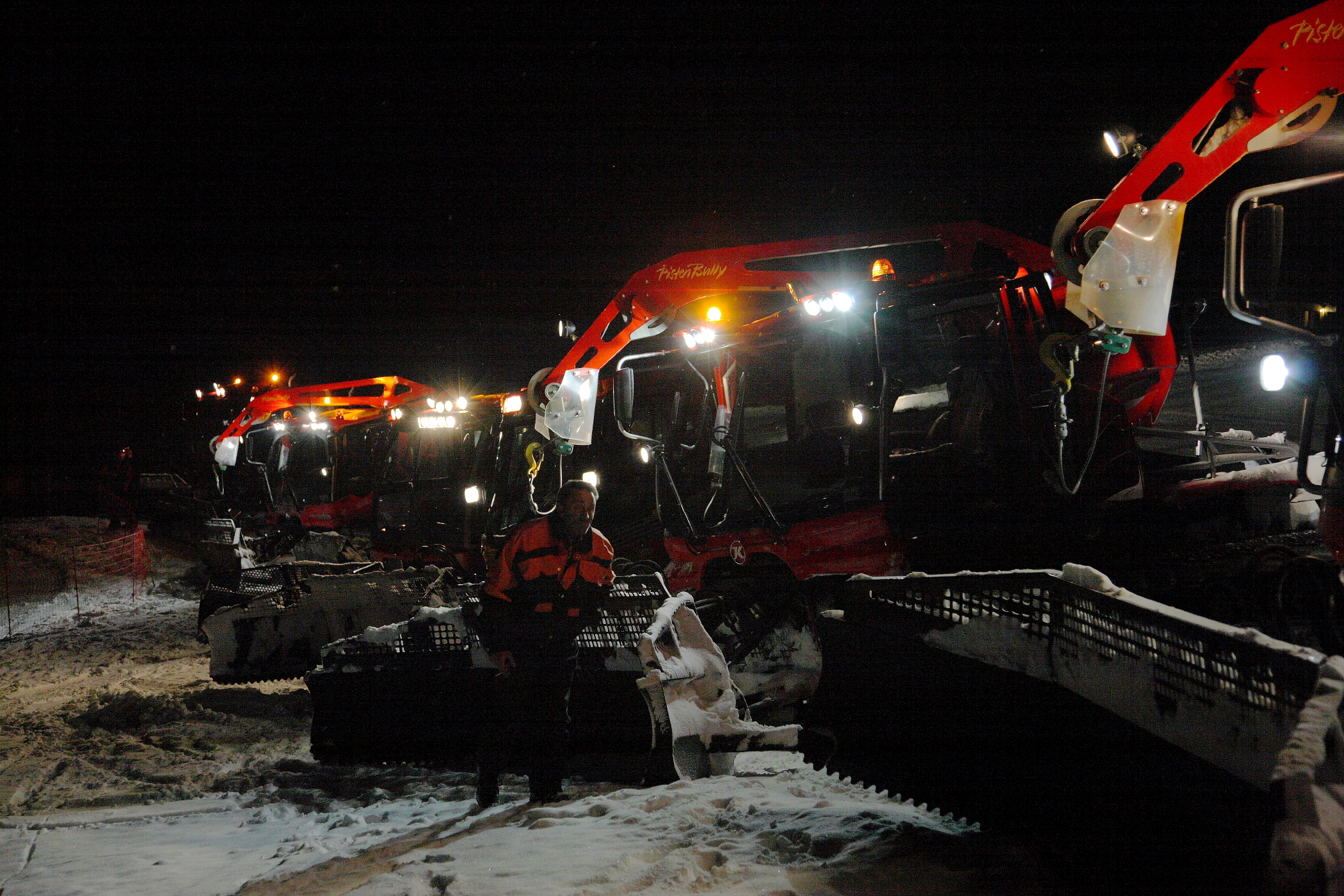
La squadra di gatti delle nevi

Il comprensorio sciistico Aprica-Corteno, disegnato sul versante sud della grande sella aprichese, consta di oltre 50 km di piste, l’80% delle quali innevabili artificialmente. I tracciati sono suddivisi in 8 azzurri, 8 rossi e 4 neri, più 5 collegamenti. Composto da 4 aree integrate, è tutto interconnesso, sia verso il fondovalle che in quota. Dotato di un totale di 17 impianti di risalita, ha una portata oraria di 24.000 persone.
Quella del Palabione è l’area sciistica storica di Aprica. Nata nel primo dopoguerra e più volte ristrutturata, è situata nel cuore del comprensorio, collega la sommità al paese con 1100 m di dislivello.
La Magnolta è la parte più a ovest del demanio sciabile. Nata negli anni ’80, è dotata di circa 15 km di piste coperte da innevamento programmato, che raggiungono quota 2100 m circa.
La skiarea del Baradello, ristrutturata nel 2004 e quasi totalmente coperta da innevamento artificiale, è costituita da circa 15 km di piste di varie difficoltà, servita da una seggiovia quadriposto coperta che permette di arrivare a 1.970 m. Nel 2021 la pista è stata completamente illuminata per permettere di sciare in notturna. Con una lunghezza di 6 km è la pista illuminata più lunga d'Europa.
Sono presenti, a pochi km di strada dal centro, alcuni tracciati per sci di fondo, racchette da neve e sci-escursionismo: Pian di Gembro e Trivigno. In paese, località al Plà, si trova infine un anello di fondo più piccolo, lungo 0,8 km, una specie di campo-scuola ad accesso libero.
Durante il periodo estivo è possibile praticare trekking su svariati itinerari escursionistici segnalati dal CAI di Aprica. Qui inoltre termina la Gran Via delle Orobie, itinerario escursionistico di 130km lungo le Alpi Orobie Valtellinesi. 
Per le mountain bike ed e-bike sono presenti molteplici percorsi, oltre a un bike skill center in paese. 
Ad Aprica sono fruibili campi da tennis, una piscina coperta, un campo pratica di golf, un campetto da calcio. È inoltre possibile praticare agevolmente l'arrampicata sportiva, la pesca sportiva e il parapendio.
La località è stata per tre volte sede, dal 1975 al 1981, della Coppa del Mondo di sci alpino e, dopo gli albori degli sport bianchi negli anni '1920, di numerose altre competizioni nazionali ed internazionali di sci alpino (oltre che in passato sci di fondo), tra cui le World Series (vincitore Ingemar Stenmark), prove di Coppa Europa, Campionati nazionali e Campionati italiani e mondiali Maestri (tra i vincitori dell'edizione 1982 Zeno Colò).

### Sci alpino

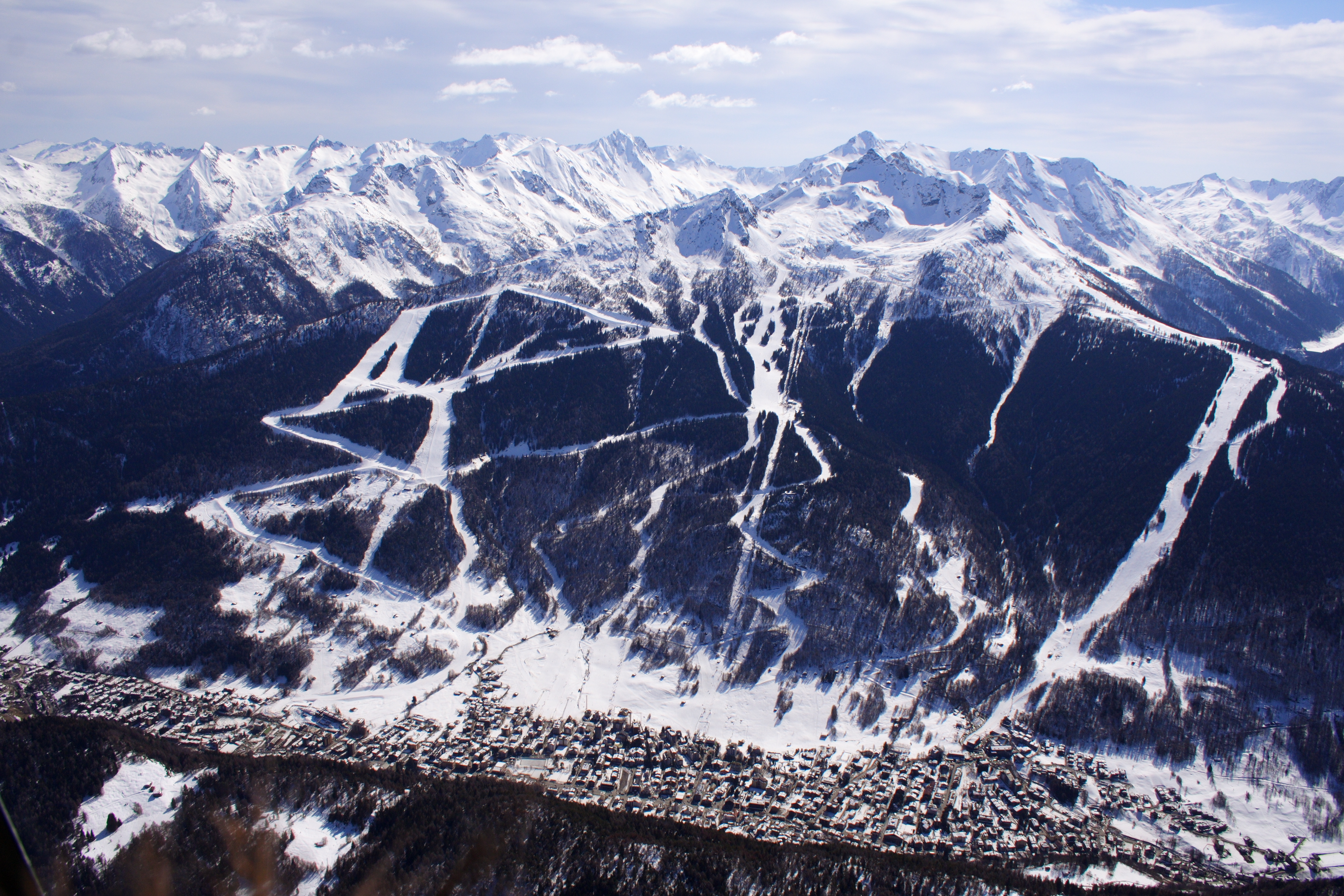
Aprica e le sue piste da sci

Aprica è stata la prima località invernale lombarda ad ospitare la Coppa del Mondo di sci alpino.
Prove di Coppa del Mondo di sci disputate ad Aprica
| Data             | Specialità        | Vincitore          | Tempo     |
| ---------------- | ----------------- | ------------------ | --------- |
| 10 dicembre 1975 | Discesa libera F  | Brigitte Totschnig | 1' 47",49 |
| 11 dicembre 1975 | Slalom speciale F | Lise-Marie Morerod | 1' 32",65 |
| 8 dicembre 1981  | Slalom gigante M  | Joël Gaspoz        | 2' 38",49 |

### Ciclismo

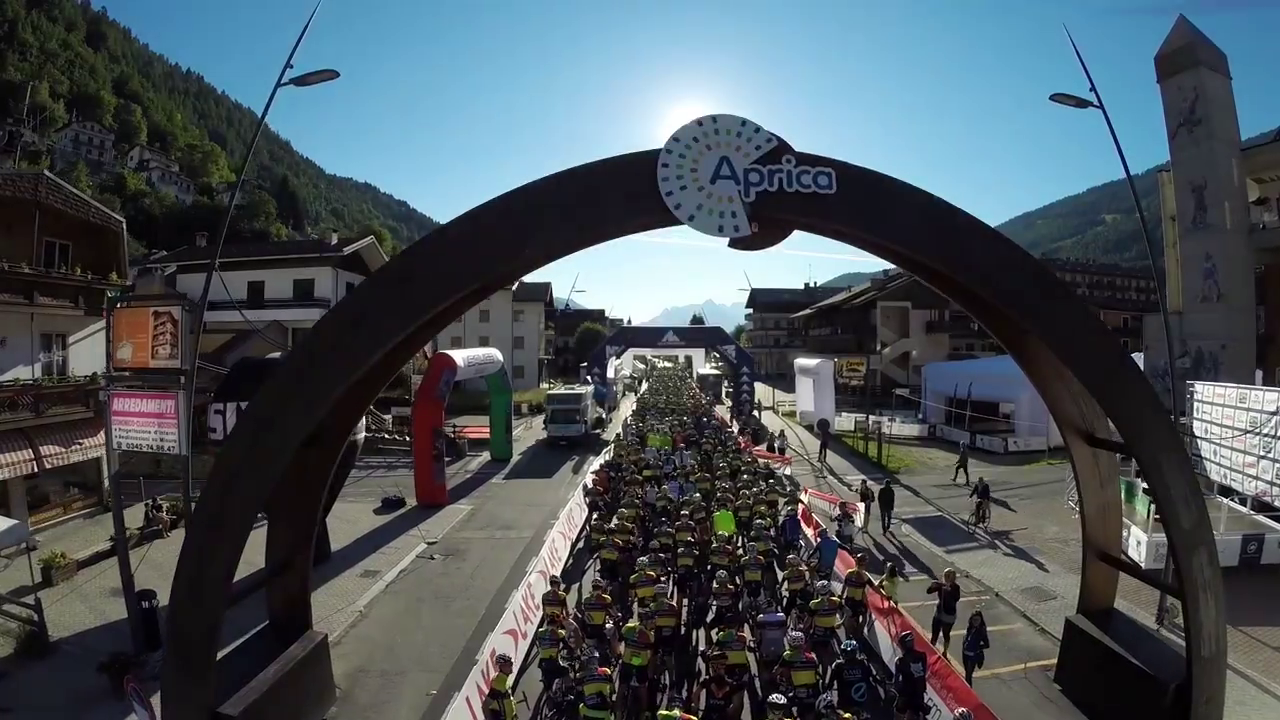
I concorrenti della Granfondo Gavia e Mortirolo sotto l'arco di Aprica

Aprica è altresì nota quale frequente sede d'arrivo di tappa del Giro d'Italia, anche per la vicinanza ai celebri Passo del Mortirolo, Valico di Santa Cristina e Passo del Gavia, che collegano Valcamonica e Valtellina: la prima volta fu nel 1962, le altre nove nel 1990, 1991, 1994, 1996, 1999, 2006, 2010, 2015 e infine nel 2022, il 24 maggio, in cui si è celebrato il 10° arrivo di tappa nella località orobica, la Salò-Aprica, di 202 km.

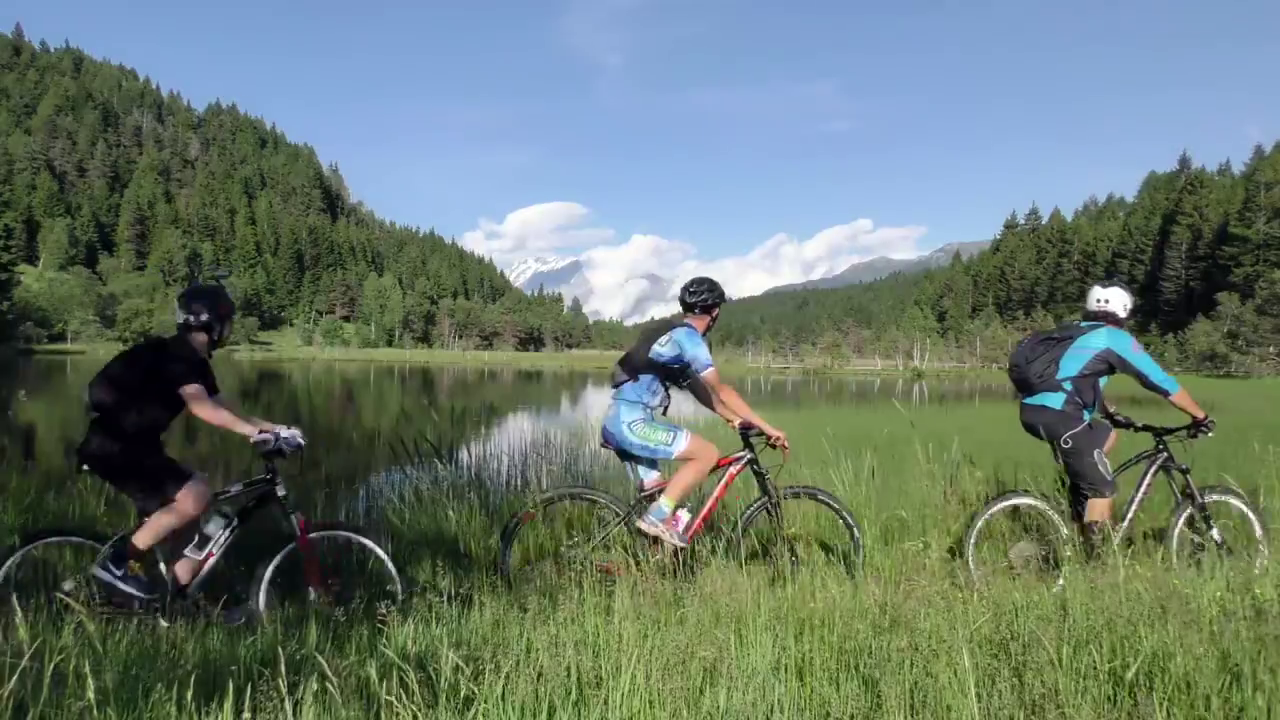
Mtb nella Riserva Naturale di Pian di Gembro

In tre occasioni il vincitore di tappa è risultato vincitore della classifica finale e per sette volte su otto chi ha indossato la maglia rosa ad Aprica l'ha mantenuta fino al termine del Giro.
La località è anche sede di partenza e arrivo della Granfondo Internazionale Gavia & Mortirolo (ex Granfondo Marco Pantani) che transita sui passi Gavia e Mortirolo con tre tipologie di percorso: granfondo (175 km), mediofondo (155 km) e fondo (85 km).
Tappe del Giro d'Italia con arrivo ad Aprica
| Anno | Tappa | Partenza             | km  | Vincitore di tappa      | Maglia rosa         |
| ---- | ----- | -------------------- | --- | ----------------------- | ------------------- |
| 1962 | 15ª   | Moena                | 215 | Vittorio Adorni         | Graziano Battistini |
| 1990 | 17ª   | Moena                | 223 | Leonardo Sierra         | Gianni Bugno        |
| 1991 | 15ª   | Morbegno             | 132 | Franco Chioccioli       | Franco Chioccioli   |
| 1994 | 15ª   | Merano               | 188 | Marco Pantani           | Evgenij Berzin      |
| 1996 | 21ª   | Cavalese             | 250 | Ivan Gotti              | Pavel Tonkov        |
| 1999 | 21ª   | Madonna di Campiglio | 190 | Roberto Heras Hernández | Ivan Gotti          |
| 2006 | 20ª   | Trento               | 212 | Ivan Basso              | Ivan Basso          |
| 2010 | 19ª   | Brescia              | 195 | Michele Scarponi        | Ivan Basso          |
| 2015 | 16ª   | Pinzolo              | 177 | Mikel Landa             | Alberto Contador    |
| 2022 | 16ª   | Salò                 | 202 | Jan Hirt                | Richard Carapaz     |

### Arrampicata sportiva

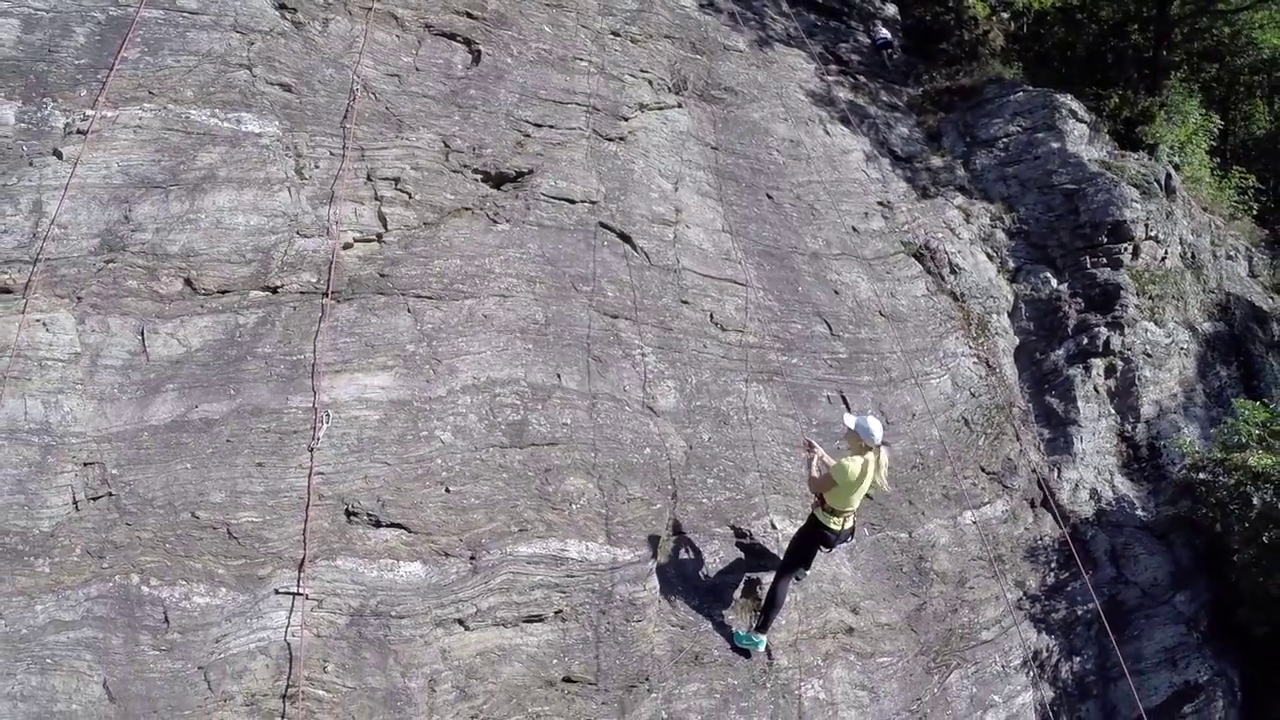
Arrampicata in falesia ad Aprica

Ad Aprica è presente una falesia su cui si pratica l'arrampicata sportiva e, all'interno del palazzetto dello sport, una palestra d'arrampicata dove sono state allestite pareti artificiali tra le più tecniche del panorama nazionale, su cui si sono disputate le quattro prove di Coppa del mondo lead di arrampicata elencate nella tabella che segue. 
| Anno | Specialità | Vincitore                | Vincitrice     |
| ---- | ---------- | ------------------------ | -------------- |
| 2001 | Lead       | Tomás Mrázek             | Muriel Sarkany |
| 2002 | Lead       | Alexandre Chabot         | Emilie Pouget  |
| 2003 | Lead       | Ramón Julián Puigblanque | Angela Eiter   |
| 2004 | Lead       | Alexandre Chabot         | Angela Eiter   |